# The Private Lives of Elizabeth and Essex

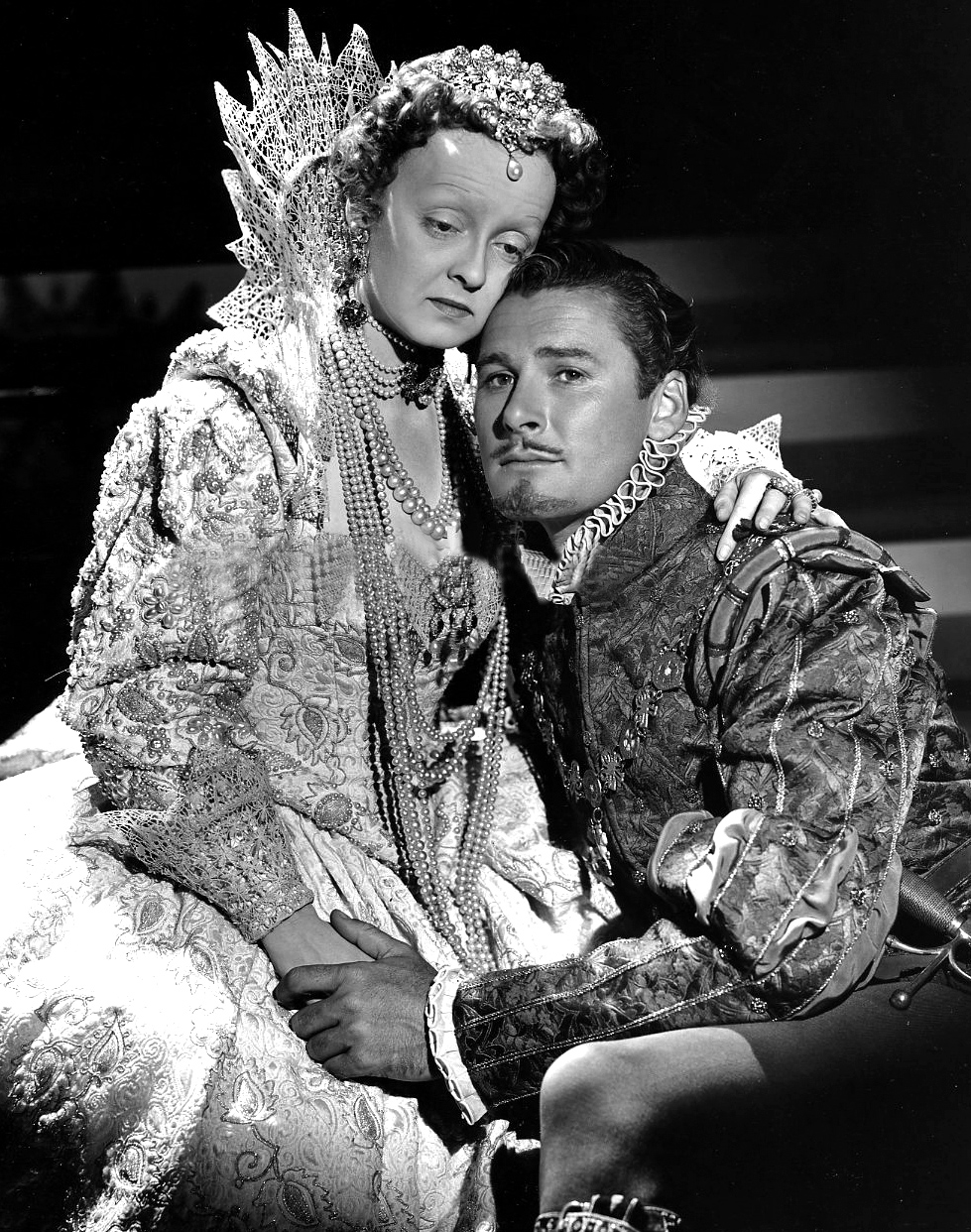
Errol Flynn i Bette Davis en un fotograma de la pel·lícula

The Private Lives of Elizabeth and Essex és una pel·lícula històrica de la Warner dirigida per Michael Curtiz i protagonitzada per Olivia de Havilland, Errol Flynn i Bette Davis. Basada en l’obra teatral “Elizabeth the Queen” de Maxwell Anderson adaptada per Norman Reilly Raine i Aeneas MacKenzie, es va estrenar el 11 de novembre de 1939. Tot i que no va constituir el gran èxit que esperava la Warner, la pel·lícula va rebre cinc nominacions als premis Oscar d’aquell any.

## Argument
El comte d'Essex torna triomfal a Londres després d'haver aconseguit davant els espanyols una aclaparadora victòria a Cadis. A Londres, una reina Isabel envellida l'espera enamorada però amb temor per la seva popularitat entre els plebeus i la seva ambició abassegadora. Entre els seus rivals envejosos hi ha Sir Robert Cecil, Lord Burghley i Sir Walter Raleigh. El seu únic amic a la cort és Francis Bacon. En lloc dels elogis que espera, Essex queda sorprès quan Elizabeth el critica per no haver capturat el tresor espanyol tal com havia promès. Quan els altres comandants són recompensats, Essex protesta i es produeix la ruptura entre els amants. Essex se'n va cap a les seves propietats i l'Elizabeth es nega a degradar-se recordant-lo.
Hugh O'Neill, segon comte de Tyrone es revolta i derrota les forces angleses a Irlanda. Aleshores la reina té l'excusa que necessita per convocar Essex. Té la intenció de convertir-lo en Mestre de l'Artilleria, una posició segura a la cort. No obstant això, els seus enemics l'impulsen perquè prengui el comandament de l'exèrcit per ser enviat a sufocar la rebel·lió. Essex s’enfronta a Tyrone però les seves cartes a la reina demanant els molt necessaris homes i subministraments queden sense resposta. Sense que ell ho sapiga, la correspondència està sent interceptada per Lady Penelope Grey, una dama de companyia que també l'estima. Finalment, Elizabeth, creient-se menyspreada, li ordena que dissolgui el seu exèrcit i torni a Londres. Furiós, Essex ignora l'ordre i ordena una marxa nocturna per acorralar l’enemic. No obstant això, els aliments i les municions que l'exèrcit anglès necessita són destruïts i Essex ha de rendir-se i tornar a Anglaterra.
Pensant que ha estat traït, marxa amb el seu exèrcit sobre Londres per apoderar-se de la corona. Elizabeth no ofereix resistència a les seves forces però un cop sola amb ell el convenç que accepti que governin junts. Ingènuament ell dissol el seu exèrcit i ràpidament és arrestat i condemnat a mort. El dia de la seva execució, Elizabeth no pot esperar més. El convoca amb l'esperança que abandoni la seva ambició a canvi de la seva vida (que ella està ansiosa per concedir). No obstant això, Essex li diu que sempre serà un perill per a ella i camina cap al cadafal.

## Repartiment
- Bette Davis (Elisabet I d'Anglaterra)
- Errol Flynn (Robert Devereux, segon comte d'Essex)
- Olivia de Havilland (Lady Penelope Gray)
- Donald Crisp (Francis Bacon)
- Alan Hale (Hugh O'Neill)
- Vincent Price (Walter Raleigh)
- Henry Stephenson (Lord Burghley)
- Henry Daniell (Robert Cecil)
- James Stephenson (Thomas Egerton)
- Nanette Fabray (Mistress Margaret Radcliffe)
- Ralph Forbes (William Knollys)
- Robert Warwick (Charles Blount)
- Leo G. Carroll (Edward Coke)
- Guy Bellis (Charles Howard, 1r comte de Nottingham)
- Holmes Herbert (majordom)
- Forrester Harvey
- I. Stanford Jolley

## Nominacions als premis Oscar
| Premi        | Categoria                   | Receptors                      | Resultat |
| ------------ | --------------------------- | ------------------------------ | -------- |
| Premis Oscar | Millor disseny de producció | Anton Grot                     | Nominat  |
| Premis Oscar | Millor fotografia           | Sol Polito i W. Howard Greene) | Nominat  |
| Premis Oscar | Millor banda sonora         | Erich Wolfgang Korngold        | Nominat  |
| Premis Oscar | Millor so                   | Nathan Levinson                | Nominat  |
| Premis Oscar | Millors efectes visuals     | Byron Haskin i Nathan Levinson | Nominat  |